# Tommaso Mossi
Tommaso Mossi (* 23. Dezember 1778 in Cambiano, Metropolitanstadt Turin; † 14. Dezember 1861 in Rom) war ein italienischer römisch-katholischer Geistlicher, Zisterzienser, Abt, Generalprokurator und Generalabt.

## Leben und Werk
Mossi, der zuerst in Mailand in den Kapuzinerorden eingetreten war, wechselte 1824 in das Zisterzienserkloster San Bernardo alle Terme in Rom und war (ab 1825) 35 Jahre lang ein sehr engagierter Pfarrer der neu gegründeten gleichnamigen Pfarrei. 1839 wurde er (ohne Ortswechsel) zum Titularabt der Abtei Santa Maria delle Grazie in Foce, Amelia (Umbrien), ernannt. Von 1847 bis 1850 war er Generalprokurator und von 1850 bis 1853 (als Nachfolger von Livio Fabretti) Generalabt des Zisterzienserordens (gleichzeitig Abt des Klosters Santa Croce in Gerusalemme). Er verzichtete wegen Erkrankung (Nachfolger: Angelo Geniani), blieb aber Pfarrer. In der Kirche von San Bernardo alle Terme befindet sich sein Denkmal (das auf eine Initiative von Kardinal Lucien-Louis-Joseph-Napoleon Bonaparte zurückgeht, der ihn als Mitbruder erlebt hatte).